# Banjarjo (Donomulyo)
Banjarjo is een bestuurslaag in het regentschap Malang van de provincie Oost-Java, Indonesië. Banjarjo telt 5882 inwoners (volkstelling 2010).